# Wereldbeker schaatsen 2005/2006
De World Cup (Wereldbeker) is een internationale schaatscompetitie van de ISU, georganiseerd sinds de winter van 1985/86. De World Cup bestaat uit een aantal schaatswedstrijden op verschillende afstanden die in de winterperiode worden gehouden op verschillende schaatsbanen. Per World Cup wedstrijd kan een schaatser punten verdienen en aan het eind van de cyclus is de winnaar die schaatser die in het eindklassement bovenaan staat. Het seizoen begon dit jaar op 12 november 2005 en eindigde op 5 maart 2006 in Heerenveen.
Dit was het laatste jaar dat er nog geen limiettijden verbonden waren aan deelname. Deelnemende landen werd slechts verzocht alleen goede schaatsers in te sturen

## Kalender
| Plaats         | Datum               | 100m | 500m | 1000m | 1500m | 3k/5k | 5k/10k | achtervolging | 10km (massastart) |
| -------------- | ------------------- | ---- | ---- | ----- | ----- | ----- | ------ | ------------- | ----------------- |
| Calgary        | 12-13 november 2005 |      |      |       | 1x    | 1x    |        | 1x            |                   |
| Salt Lake City | 18-20 november 2005 |      | 2x   | 2x    | 1x    | 1x    |        |               |                   |
| Milwaukee      | 26-27 november 2005 | 1x   | 2x   | 2x    |       |       |        |               |                   |
| Heerenveen     | 3-4 december 2005   |      |      |       | 1x    |       | 1x     | 1x            |                   |
| Turijn         | 9-11 december 2005  |      | 2x   | 1x    | 1x    | 1x    |        | 1x            |                   |
| Inzell         | 17-18 december 2005 | 1x   | 2x   | 2x    |       |       |        |               |                   |
| Collalbo       | 28-29 januari 2006  |      | 2x   | 2x    |       |       |        |               |                   |
| Heerenveen     | 3-5 maart 2006      | 1x   | 2x   | 1x    | 1x    | 1x    |        |               | 1x*               |

*10km (massastart) alleen voor mannen (demonstratieonderdeel)

## Resultaten mannen
| afstand              | Goud          | Zilver           | Brons              |
| -------------------- | ------------- | ---------------- | ------------------ |
| 100 m                | Yuya Oikawa   | Mika Poutala     | Lee Kang-seok      |
| 500 m                | Lee Kang-seok | Dmitri Dorofejev | Joey Cheek         |
| 1000 m               | Shani Davis   | Joey Cheek       | Jeremy Wotherspoon |
| 1500 m               | Chad Hedrick  | Denny Morrison   | Enrico Fabris      |
| 5&10 km              | Chad Hedrick  | Sven Kramer      | Carl Verheijen     |
| Ploegenachtervolging | Canada        | Italië           | Nederland          |

## Resultaten vrouwen
| afstand              | Goud            | Zilver            | Brons              |
| -------------------- | --------------- | ----------------- | ------------------ |
| 100 m                | Jenny Wolf      | Lee Sang-hwa      | Sayuri Osuga       |
| 500 m                | Jenny Wolf      | Svetlana Zjoerova | Chiara Simionato   |
| 1000 m               | Anni Friesinger | Chiara Simionato  | Jennifer Rodriguez |
| 1500 m               | Anni Friesinger | Cindy Klassen     | Ireen Wüst         |
| 3&5 km               | Cindy Klassen   | Claudia Pechstein | Kristina Groves    |
| Ploegenachtervolging | Duitsland       | Canada            | Rusland            |

1985/1986 · 
1986/1987 · 
1987/1988 · 
1988/1989 · 
1989/1990 · 
1990/1991 · 
1991/1992 · 
1992/1993 · 
1993/1994 · 
1994/1995 · 
1995/1996 · 
1996/1997 · 
1997/1998 · 
1998/1999 · 
1999/2000 · 
2000/2001 · 
2001/2002 · 
2002/2003 · 
2003/2004 · 
2004/2005 · 
2005/2006 · 
2006/2007 · 
2007/2008 · 
2008/2009 · 
2009/2010 · 
2010/2011 · 
2011/2012 · 
2012/2013 · 
2013/2014 · 
2014/2015 ·
2015/2016 ·
2016/2017 ·
2017/2018 ·
2018/2019 ·
2019/2020 ·
2020/2021 ·
2021/2022 ·
2022/2023 ·
2023/2024 ·
2024/2025
Alpineskiën ·
Biatlon ·
Bobsleeën ·
Freestyleskiën ·
Langlaufen ·
Noordse combinatie ·
Rodelen ·
Schaatsen ·
Schansspringen ·
Shorttrack ·
Skeleton ·
Snowboarden